# 短鬚擬𩷶
短鬚擬𩷶，為輻鰭魚綱鯰形目𩷶鯰科的其中一種，為熱帶淡水魚，分布於亞洲湄公河、順化河、馬來西亞、婆羅洲、爪哇島、蘇門答臘淡水流域，體長可達100公分，棲息在河川底層水域，屬雜食性，生活習性不明，可做為食用魚及養殖魚類。